# Kodosno (przystanek kolejowy)
Kodosno (ros. Кодосно) – przystanek kolejowy w miejscowości Kadosno, w rejonie kunjińskim, w obwodzie pskowskim, w Rosji. Położony jest na linii Moskwa - Siebież.